# 21 Questions
"21 Questions" é uma canção do rapper estadunidense 50 Cent, com participação especial de Nate Dogg, o qual faz vozes adicionais. A música foi escrita por 50 Cent, K. Risto, J. Cameron e V. Cameron para o seu álbum de estreia, Get Rich or Die Tryin', de 2003. Lançado em 2003 como o segundo single do álbum, 21 Questions, é considerado como o segundo single mais popular do rapper, atrás apenas de "In da Club".
A cantora de R&B Lil' Mo fez um remix da música intitulada de "21 Answers". O videoclipe oficial da música foi lançado em março de 2003.

## Versões
- UK CD single[2]

1. "21 Questions" - 3:44
2. "Soldier (Freestyle com a participação de G-Unit) - 3:18
3. "21 Questions" (ao vivo em New York) - 4:54
4. "21 Questions" (Musica e Video) - 3:49

- French CD single[3]

1. "21 Questions" - 3:44
2. "21 Answers" (com a participação de Monica) - 4:03

## Desempenho nas paradas
| Paradas (2003)                                 | Melhor posição |
| ---------------------------------------------- | -------------- |
| Austrália (ARIA)                               | 4              |
| Áustria (Ö3 Austria Top 75)                    | 39             |
| Bélgica (Ultratop 50 de Flandres)              | 37             |
| Bélgica (Ultratop 50 da Valônia)               | 36             |
| Canadá (Canadian Singles Chart)                | 5              |
| Dinamarca (Hitlisten)                          | 18             |
| Finlândia (Suomen virallinen lista)            | 20             |
| França (SNEP)                                  | 58             |
| O campo songid é OBRIGATÓRIO PARA PARADA ALEMÃ | 35             |
| Hungria (Dance Top 40)                         | 15             |
| Irlanda (IRMA)                                 | 11             |
| Países Baixos (Dutch Top 40)                   | 8              |
| Nova Zelândia (Recorded Music NZ)              | 8              |
| Noruega (VG-lista)                             | 15             |
| Suécia (Sverigetopplistan)                     | 34             |
| Suíça (Schweizer Hitparade)                    | 14             |
| Reino Unido (UK Singles Chart)                 | 6              |
| Estados Unidos (Billboard Hot 100)             | 1              |
| Estados Unidos (Billboard R&B/Hip-Hop Songs)   | 1              |
| Estados Unidos (Billboard Mainstream Top 40)   | 6              |
| Estados Unidos (Billboard Hot Rap Songs)       | 1              |